# Clavells
Clavells és una masia del municipi de Torà, a la comarca catalana del Solsonès. És un monument protegit i inventariat dins el Patrimoni Arquitectònic Català

## Ubicació
La masia es troba al nucli disseminat de Vallferosa, a les costes del marge dret del Barranc dels Quadros, tributari de la riera de Llanera. S'hi arriba per la carretera LV-3005a (de Torà a Solsona). Al km 9 (41° 51′ 54″ N, 1° 26′ 4″ E / 41.86500°N,1.43444°E) s'agafa el desviament a la dreta que condueix per una pista de terra al mas. Es troba a uns 600 metres del trencall. Com que la pista està barrada al pas de vehicles, cal anar-hi a peu.

## Arquitectura

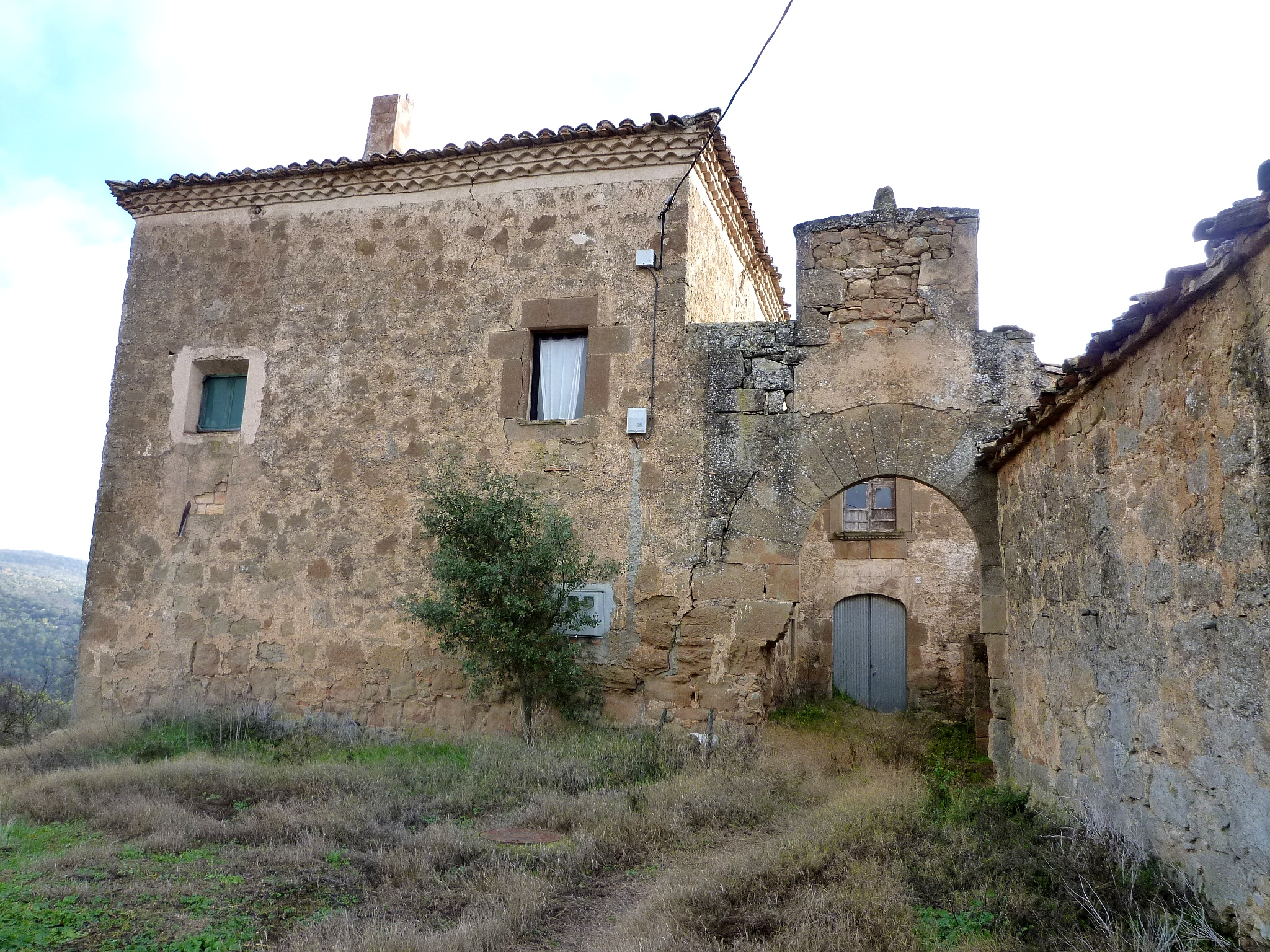
Portal avançat

Es tracta d'una casa rural i senyorial que al llarg del temps ha sofert diverses ampliacions i reformes. Té diversos coberts, corrals i pallers, annexats a la part del darrere, a la banda lateral i a la part del davant. Un portal avançat tanca la casa en estil de baluard formant un pati intern on s'accedeix a les diferents estances. Aquest portal d'accés al conjunt arquitectònic és en arc de mig punt. Hi ha dos cossos principals, el primer de dimensions més petites a l'oest (el primer que veiem quan arribem) i un altre adjunt amb aquest per la façana est. El primer cos té una entrada a la façana sud (la que dona al patí intern) d'arc rebaixat, originalment era de mig punt. A la dreta hi ha una petita finestra. A la planta següent, hi ha una gran finestra amb llinda de pedra i ampit. A la façana oest, hi ha dues finestres a la segona planta. La façana est està annexada a l'altre cos. La façana nord, té diverses finestres a la part inferior, també té una sortida d'aigua. A la part superior, hi ha una finestra de grans dimensions. La coberta és a quatre vessants (nord, sud, est, oest), acabada en teules.
L'altre cos, és de dimensions més grans. Té l'entrada a la façana oest (la que dona al patí intern). Aquesta entrada és en arc rebaixat. A sobre, hi ha una finestra amb llinda de pedra ben tallada, amb un motiu decoratiu a la part inferior de l'ampit. Hi ha diverses espitlleres a la façana. A la façana sud, hi ha dues finestres a la part superior de la façana, tenen llinda de pedra i ampit. A la part inferior de la façana hi ha un edifici annex que tenia funcions agrícoles. A la dreta de la façana sobresurt un cos petit, que segurament devia ser la comuna. La coberta d'aquest petit cos és exacta a la de la casa. A la façana est, a la planta baixa hi han annexades les restes d'uns petits corrals. A la part superior de la façana hi ha quatre finestres amb llinda de pedra i ampit. Una mica més amunt hi ha un parell de petites obertures. A la façana nord, hi ha una petita entrada a la planta baixa. A la part superior hi ha una petita finestra. La coberta és a quatre vessants (nord, sud, est, oest), acabada en teules. Destaca també un ràfec de teula àrab imbricada sobre una cornisa de filades de caps de teula alternats amb filades de rajola. Davant de la façana sud del primer cos, hi ha un seguit d'edificis que tenien funcions de corrals i quadres. Destaquen algunes entrades pels animals acabades en arc rebaixat a l'interior de l'edifici.

## Notícies històriques
L'edifici es va construir al segle xvi, però s'hi han fet modificacions posteriors.